# Philips Haneton
Philips Haneton was een Nederlandse edelman.  Hij huwde met Gerardina Numan, dochter van Gerard Numan.
Hij is als klerk in dienst bij zijn schoonvader, volgt hem in 1505 op als secretaris van Maximiliaan. Deze stelt in 1507 zijn dochter Margaretha aan als landvoogd totdat haar neef keizer Karel V in 1515 meerderjarig is.
De hofschilder van Margaretha, Barend van Orley, schildert het gezin Haneton op een drieluik.

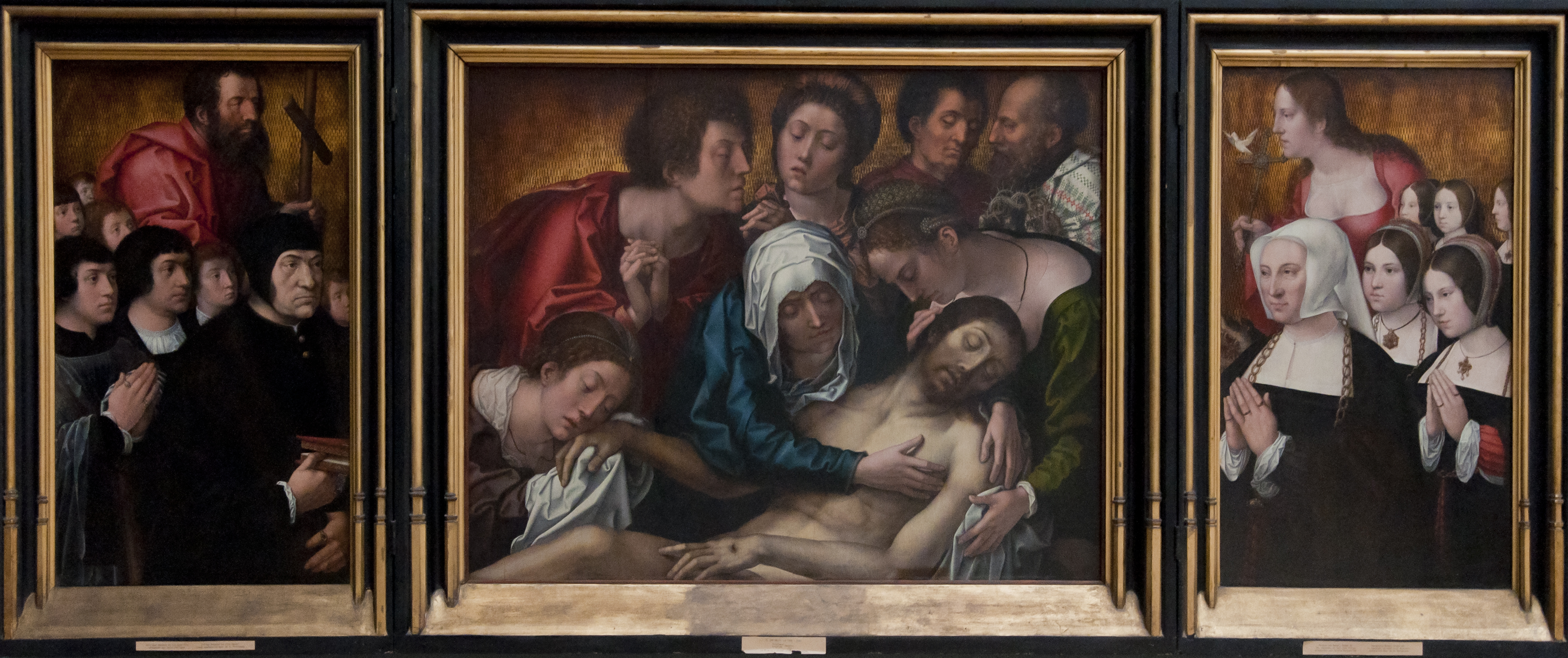
de Haneton-triptiek
KMSKB, Brussel